# Kirił Tomaszewicz
Kirił Fomicz Tomaszewicz (ros. Кирилл Фомич Томашевич) (ur. 1852, zm. po 1909) – deputowany III Dumy Państwowej Imperium Rosyjskiego z guberni mohylewskiej. Należał do frakcji nacjonalistów.